# Маунт Один
Планина Один (Mount Odin) највиша је планина у оквиру планинског венца Бафинових планина, а уједно и највиша на Бафиновом острву. Административно припада региону Кикикталуку, који је део канадске административне територије Нунавут. Налази у склопу националног парка Аујуитук, дуж пролаза Акшајук, 46 km (29 миља) северно од Пангниртанга и јужно од планине Асгард.
Са највишим врхом од 2147 m надморске висине, планина Один је трећа по висини на територији Нунавута, а пета у арктичким Кордиљерима.
Планина је добила име по Одину, врховном богу у нордијској митологији.
Маунт Один има стјеновиту јужну површину која се спушта у Визел Ривер (Weasel River). Сјеверна страна је покривена сталним ледом.